# Vieux Château (L'Île-d'Yeu)
Le Vieux Château est un château fort édifié au XIVe siècle sur l’île d'Yeu (commune de L'Île-d'Yeu), couvrant trois siècles de l'histoire insulaire.
Il a fait l’objet d’un classement au titre des monuments historiques en 1900.

## Historique
Des fortifications en bois ont longtemps existé sur ce site stratégique. Vers la fin du Xe siècle, pour échapper aux violences des barbares, des moines clunisiens construisent une forteresse en bois à ce même emplacement. Les seigneurs de La Garnache étaient les maîtres de l’île à ce moment.
Au début du XIVe siècle, les sires de Belleville, en plus d'avoir Belleville-sur-Vie en possession, règnent également sur La Garnache, Beauvoir, Noirmoutier et l'île d'Yeu. En 1320, Jeanne de Belleville devient maîtresse de ces fiefs, ayant hérité de son frère juste décédé. Selon M. Froissard, chroniqueur de l'époque, Jeanne était une femme de caractère, qui avait des capacités de stratège habituellement réservées aux hommes. Elle a probablement pris l'initiative de remplacer la forteresse en bois par un château fort en pierre construit à même le roc. En 1330, deux ans après la mort du roi Charles IV le Bel, Jeanne se marie en secondes noces avec Olivier IV de Clisson. Grand homme de guerre et grand bâtisseur de châteaux, celui-ci apporte quelques modifications à son château de l'île d'Yeu, afin de compléter son arsenal de nombreux châteaux forts des marches de Bretagne, dont ceux de Clisson et de Josselin.
Il entreprend également les travaux dans le but d'assurer la sécurité des Islais en cas d'invasion étrangère. La plus longue de ce type ne tarde pas : elle est menée par le célèbre corsaire anglais Robert Knolles, qui réussit en 1355 à s'emparer du château et occupe l'île pendant trente-sept ans. En 1392, l'île d'Yeu est reprise aux Anglais lors de la reconquête du Poitou par le connétable Olivier V de Clisson.
À la Renaissance, Jean V de Rieux (maître de l'île) fait ériger des enceintes bastionnées autour du château. Ces fortifications sont construites par des ingénieurs italiens que François Ier avait ramenés de ses guerres d'Italie, selon le modèle de ce qui se fait dans leur pays d'origine. Au siècle suivant, Vauban va copier et perfectionner cette architecture militaire pour la conception de ses fameux forts.
Cette protection s'avère efficace lorsqu'en 1550 débarquent, venant du nord, plusieurs milliers de soldats espagnols qui, mis en échec sous ces murs par la garnison locale, se voient contraints de reprendre la mer pour retourner vers la péninsule Ibérique.
Le Vieux Château, devenu obsolète par la construction (entre 1654 et 1660) de petits forts côtiers selon la technique de Vauban, est démantelé à la fin du XVIIe siècle, ainsi que plusieurs autres châteaux anciens des côtes françaises, par ordre de Louis XIV qui craint que ceux-ci ne soient pris par l'ennemi pour s'en servir comme points d'appui stratégiques.
Il est classé monument historique en 1900.
Dans les années 1970, Maurice Esseul (originaire de l'île) entreprend la fouille puis la restauration du château. Depuis, il y tient régulièrement des conférences et organise les visites quotidiennes.

## Description
Le château est implanté sur un rocher abrupt et isolé du rivage, l'eau montant aux grandes marées et constituant une douve naturelle. Il est flanqué de quatre tour circulaires. Pour y accéder, il est nécessaire d'emprunter un pont dormant qui donne sur un pont-levis. À l'entrée, une grosse tour de défense cylindrique surplombe ce pont-levis ; tout à droite se trouve une tour en fer à cheval. Entre les deux, une tourelle engagée permet l'encadrement de la porte d'entrée avec la grosse tour. Derrière cette courtine se trouvait le logis seigneurial et un chemin de ronde sur mâchicoulis, couvert. Complètement au fond, sur la pointe regardant la mer, se trouvait le donjon, grosse tour cylindrique dirigée vers le sud et possédant un escalier sortant à l'extérieur, au niveau des rochers brise-lames. Ce donjon était flanqué d'une petite tour quadrangulaire à l'intérieur des fortifications. Une tour octogonale flanquait l'angle ouest. À l'intérieur de la cour, une forge était adossée à la courtine sud-est et en face, de l'autre côté de la cour intérieure, touchant la tour octogonale, un bâtiment abritait une cuisine, une boulangerie et un four. Entre la forge et la cuisine, dans la cour intérieure, se trouvait une cuve souterraine recueillant les eaux pluviales.

## Culture moderne
Selon Charles Dierick, membre des Studios Hergé, l'île et le château occupés par les faux-monnayeurs de L'Île Noire, septième album de bande dessinée des Aventures de Tintin, ne sont pas l'île d'Yeu trop proche du rivage ou le Vieux Château sans tour. 
Le Vieux Château a en outre servi de décor à des scènes de la fin des Vacances du petit Nicolas, film sorti en 2014.